# Martinapis bipunctata
Martinapis bipunctata là một loài Hymenoptera trong họ Apidae. Loài này được Friese mô tả khoa học năm 1908.